# Kesko senukai

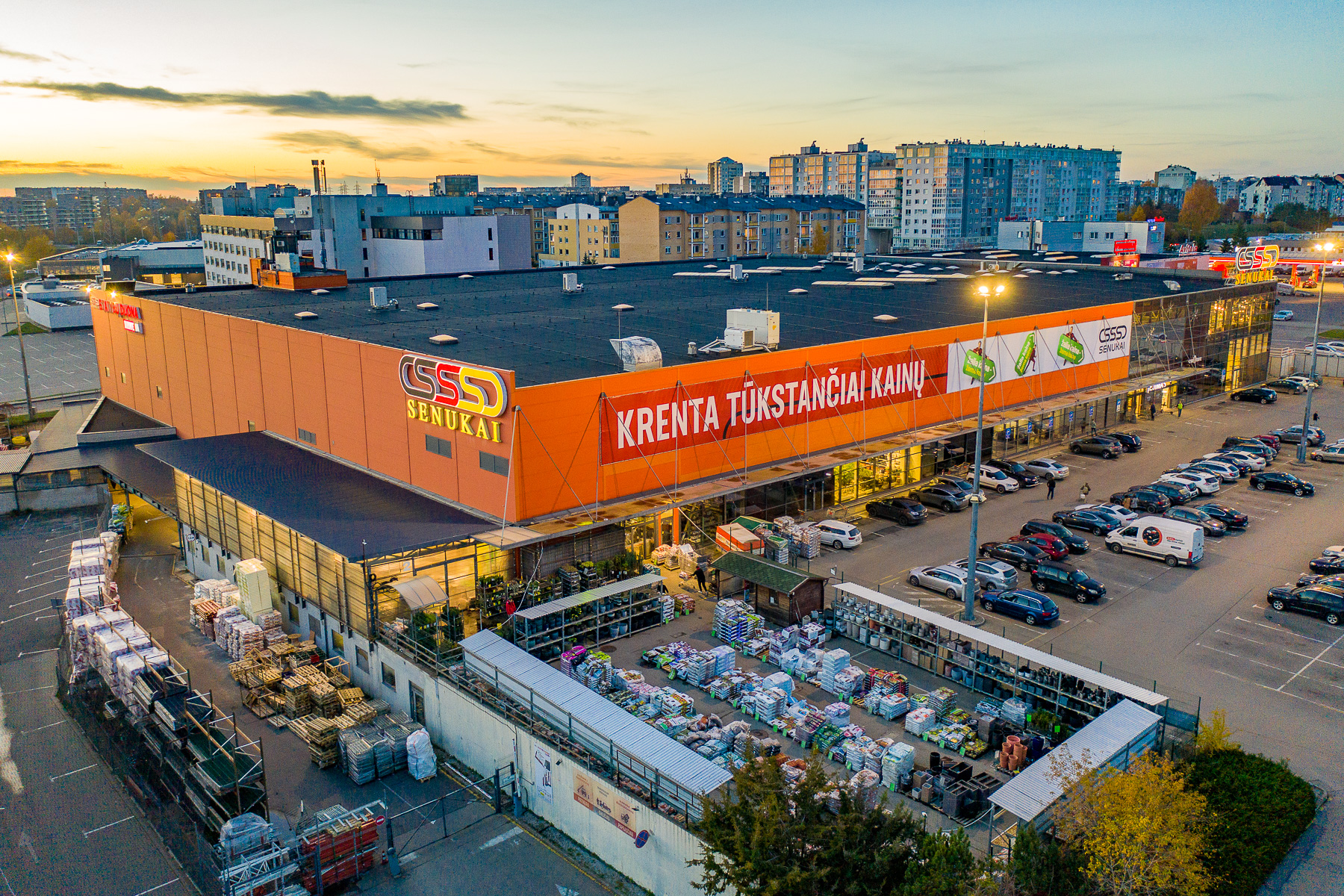
Торговый центр Senukai на улице Укмергес в Вильнюсе

Kesko Senukai — литовская группа компаний, управляющая крупнейшими сетями строительства, ремонта и бытовых товаров в Балтийских странах.

## Управление
«Kesko Senukai» — семейный бизнес семьи Ракаускасов. «Kesko Senukai» был основан Аугустинасом Ракаускасом, который сейчас является членом совета директоров и акционером группы компаний. Артурас Ракаускас — акционер группы компаний и президент.
Акции компании «Kesko Senukai» принадлежат в равных долях финской торговой группе Kesko и семье Ракаускасов. С 2003 года контрольным пакетом акций ООО «Kesko Senukai Lithuania» управляет «Kesko» отдел продаж строительных и хозяйственных товаров «Rautakesko OY». Предприятия связаны соглашением о стратегическом партнерстве, закон управления торговыми сетями принадлежит «Kesko Senukai».
В Латвии «Kesko Senukai» работает через свою компанию SIA «Kesko Senukai Latvia», в Эстонии — через компанию OÜ «Kesko Senukai Estonia».
С 2015 года генеральным директором OOO «Kesko Senukai Lithuania» является Арвидас Шапола.
Компания «Kesko Senukai» управляется централизованно, aдминистрация и подразделения расположенные в Каунасе (Литва).

## Структура
В настоящее время группа компаний состоит из семи основных экономических единиц: OOO «Kesko Senukai Lithuania», OOO «Senukai», OOO «Kesko Senukai Digital», SIA «Kesko Senukai Latvia», OÜ «Kesko Senukai Estonia», ассоциации компаний «Senukai» и фонд благотворительности и поддержки «Senukai». Группа компаний «Kesko Senukai» является частью Скандинавского концерна «Kesko».
В 2003 году семья Ракаускасов приобрела пакет акций контрольной коммерческой инвестиционной недвижимости компании «Baltic Shopping Centers», а в 2005 году стала единственным акционером. В 2015 году общая стоимость компании составила 200 млн евро, а область управляемых объектов составил 147 тыс. кв. м.
Группе компаний «Kesko Senukai» принaдлежит в 2010 году основанный парк общественной гармонизации в Пренайском районе (сейчас — «Harmony Park») и радиостанция «Žinių radijas».